# Hideto Suzuki
Hideto Suzuki (鈴木 秀人, Suzuki Hideto, Hamamatsu, 7 oktober 1974) is een Japans voormalig voetballer die als verdediger speelde. Hij speelde van 1994 tot 2009 als verdediger bij het Japanse Júbilo Iwata.

## Olympische Spelen
Suzuki vertegenwoordigde zijn vaderland op de Olympische Spelen 1996 in Atlanta. Ondanks een overwinning op Brazilië (1-0) werd de Japanse olympische selectie onder leiding van bondscoach Akira Nishino al in de groepsronde uitgeschakeld.

## Statistieken

### J.League
| seizoen | club         | land  | competitie | wed. | goals |
| ------- | ------------ | ----- | ---------- | ---- | ----- |
| 1994    | Júbilo Iwata | Japan | J-League   | 0    | 0     |
| 1995    | Júbilo Iwata | Japan | J-League   | 31   | 0     |
| 1996    | Júbilo Iwata | Japan | J-League   | 21   | 1     |
| 1997    | Júbilo Iwata | Japan | J-League   | 24   | 0     |
| 1998    | Júbilo Iwata | Japan | J-League   | 20   | 1     |
| 1999    | Júbilo Iwata | Japan | J-League   | 28   | 3     |
| 2000    | Júbilo Iwata | Japan | J-League   | 29   | 0     |
| 2001    | Júbilo Iwata | Japan | J-League   | 27   | 0     |
| 2002    | Júbilo Iwata | Japan | J-League   | 27   | 0     |
| 2003    | Júbilo Iwata | Japan | J-League   | 29   | 0     |
| 2004    | Júbilo Iwata | Japan | J-League   | 28   | 1     |
| 2005    | Júbilo Iwata | Japan | J-League   | 12   | 0     |
| 2006    | Júbilo Iwata | Japan | J-League   | 27   | 2     |
| 2007    | Júbilo Iwata | Japan | J-League   | 11   | 1     |
| 2008    | Júbilo Iwata | Japan | J-League   | 8    | 0     |
| 2009    | Júbilo Iwata | Japan | J-League   | 6    | 0     |

### Interlands
| Japans voetbalelftal | Japans voetbalelftal | Japans voetbalelftal |
| Jaar                 | Wed.                 | Dlp.                 |
| -------------------- | -------------------- | -------------------- |
| 1997                 | 1                    | 0                    |
| Totaal               | 1                    | 0                    |

## Erelijst
- J1 League Beste Elf: 2002
- AFC Champions League Kampioen: 1999
- Asian Super Cup Kampioen: 1999
- Winnaar van de J1 League : 1997, 1999, 2002